# Функция Дирихле

Графическое представление функции Дирихле: две параллельные и, казалось бы, сплошные линии. Синяя (или красная) линия представляет собой рациональные (или иррациональные) числа, плотно расположенные в вещественных числах

Функция Дирихле́ — функция, принимающая значение единица на рациональных числах и ноль — на иррациональных, стандартный пример всюду разрывной функции. Введена в 1829 году немецким математиком Дирихле.

## Определение
Символически, функция Дирихле {\displaystyle D:\mathbb {R} \rightarrow \{0,1\}} определяется следующим образом:
{\displaystyle D(x)={\begin{cases}1,&x\in \mathbb {Q} ;\\0,&x\in \mathbb {I} .\end{cases}}}

## Свойства
Принадлежит второму классу Бэра, то есть её нельзя представить как (поточечный) предел последовательности непрерывных функций, но можно представить как повторный предел последовательности непрерывных функций:
{\displaystyle D(x)=\lim _{m\to \infty }\lim _{n\to \infty }\cos ^{2n}(m!\pi x)}.
Каждая точка в области определения является точкой разрыва второго рода (причём существенного).
Является периодической функцией, её периодом является любое рациональное число, не равное нулю; основного периода функция не имеет.
Не является интегрируемой в смысле Римана. Простая функция; измерима по отношению к мере Лебега; интеграл Лебега от функции Дирихле на любом числовом промежутке равен нулю, это следует из того, что мера Лебега множества рациональных чисел равна нулю.

## Вариации и обобщения
Вариацией функции Дирихле является функция Римана, называемая также, «функцией Тома» (Thomae).